# Enrique Cerdán Fuentes
Pour les articles homonymes, voir Cerdan et Fuentes.
Enrique Cerdán Fuentes, né le 15 juin 1937 à Valence, est un dessinateur de bande dessinée espagnol. Il signe parfois simplement sous le nom de Cerdan.

## Œuvre

### Publications françaises
- Akim, Aventures et Voyages, collection Mon journal

447. L'Absent de l'histoire, scénario de Roberto Renzi et Daniele Fagarazzi, dessins d'Enrique Cerdán Fuentes, Ron Turner, Maurizio Santoro et Augusto Pedrazza,1978
456. Échec à la reine, scénario de Roberto Renzi, Scott Goodall et Daniele Fagarazzi, dessins d'Enrique Cerdán Fuentes, Joe Colquhoun, Maurizio Santoro et Augusto Pedrazza,1978
- Atémi, Aventures et Voyages, collection Mon journal

36. Le Meilleur des meilleurs, scénario de Tully Tom, dessins d'Enrique Cerdán Fuentes et José Ortiz, 1978
54. Chassé-croisé, scénario de Ken Mennell, dessins d'Alfonso Font, Jordi Bernet et Enrique Cerdán Fuentes, 1979
- Brik, Aventures et Voyages, collection Mon journal

180. La petite sorcière, scénario de Víctor Mora et Scott Goodall, dessins d'Enrique Cerdán Fuentes, John Stokes, Jesús Blasco et Kurt Caesar, 1978
- Capt'ain Swing , Aventures et Voyages, collection Mon journal

125. L'Informateur, scénario d'EsseGesse, dessins d'EsseGesse et Enrique Cerdán Fuentes, 1976
155. Le Rapt de Juliette, scénario d'EsseGesse, dessins d'EsseGesse, Lina Buffolente et Enrique Cerdán Fuentes, 1977
171. Les Pirates du lac, scénario d'EsseGesse, dessins d'EsseGesse, Enrique Cerdán Fuentes et Joseph Garcia, 1980
- Tipi, Aventures et Voyages, collection Mon journal

54. Fort-Indépendance, scénario de Guido Martina et Giana Anguissola, dessins d'Enrique Cerdán Fuentes et Lino Zuffi, 1981

### Publications espagnoles
Enrique Cerdán Fuentes a participé dans plusieurs périodiques de bande dessinée espagnols :
- Pumby (Editorial Valenciana - à partir de 1955) Numéros 132, 277, 280, 292, 561, 603, 607, 648, 667, 681, 691, 694, 726, 727, 728, 731, 735, 740, 741, 748, 778, 780, 817, 920, 944, 946, 948, 996, 1003, 1036, 1141, 1142, 1159 et 1175
- Selecciones de Jaimito (Editorial Valenciana - 1966) Numéro 95
- Libros Ilustrados Pumby (Editorial Valenciana - 1968) Numéros 7, 15 et 20
- Mortadelo Gigante (Editorial Bruguera - 1975) Numéro 5
- Din Dan (Editorial Bruguera - 1975) Numéro 363
- S.O.S. (Editorial Valenciana - 1975) Numéros 3, 5, 7, 8, 10, 12, 14, 18 et 21
- Super Zipi y Zape (Editorial Bruguera - 1975) Numéro 27
- Marcos de los Apeninos a los Andes (Editorial Valenciana - 1977) Numéro 1
- Jaimito (Editorial Valenciana - 1979) Numéros 1550 et 1562
- Zipi y Zape Especial (Editorial Bruguera - 1981) Numéros 67 et 110
- Pipa (Editorial Valenciana - 1982) Numéros 15 à 25
- Mini Album Pumby  (Editorial Valenciana - 1983) Numéro 4
- Don Miki (Edibelsa/Ediciones Montena/Editorial Primavera - 1984) Numéro 398
- Super-Anet (Mairie de valence - 1993) Numéro 1
- El Cuervo (Ediciones Amaika/Editorial IRU)
- Hara Kiri (Ediciones Amaika/Editorial IRU)
- La Hora del Recreo (Ediciones Levante)
- Lapicerín (Jornada)
- Popeye (Editorial Valenciana)
- Super Pumby (Editorial Valenciana)
- Zipi y Zape (Editorial Bruguera)